# Mel Blanc
Melvin Jerome "Mel" Blanc (30. května 1908 – 10. července 1989) byl americký herec, komik, zpěvák a rozhlasový hlasatel.

## Kariéra

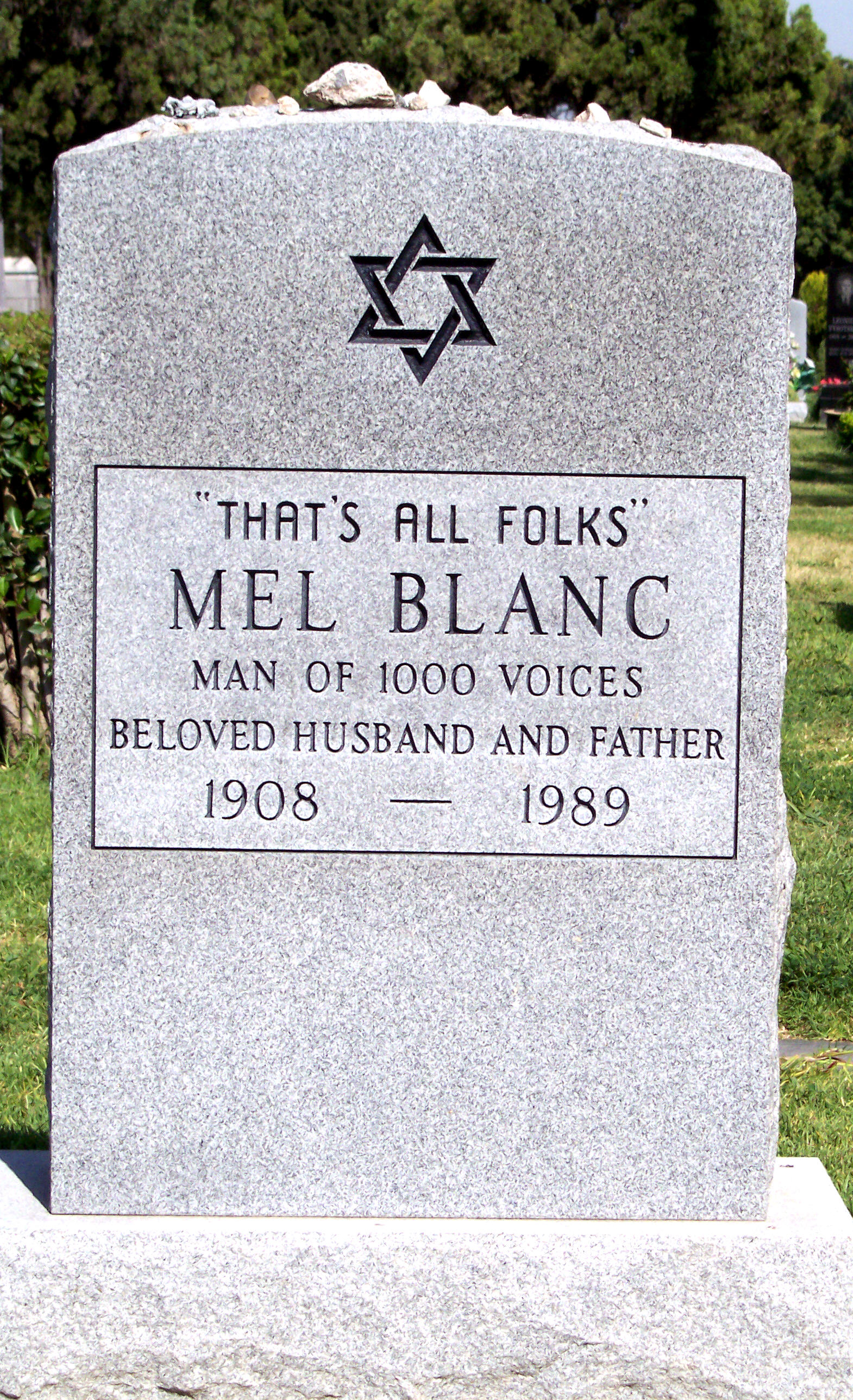
Hrob Mela Blanca

Od svých začátků ve studiu Warner Brothers byl Blanc považován za jednoho z nejlepších dabérů, protože hlasy králíka Bugse, kačera Daffyho, vepříka Porkyho, žlutého kanárka Tweetyho, kocoura Sylvestera, loupežníka Yosemite Sama, kohouta Leghorna, Marťana Marvina, Pepé Le Pewa, Rychlíka Gonzalese, Wile E. Coyota a Road Runnera, Tasmánského Ďábla a mnoho dalších postav z Looney Tunes a Merrie Melodies jsou od zlatých let animované kinematografie, díky práci asi 70 animátorů a díky němu, oceňovány za nejlepší zvukové efekty.
Po ukončení kariéry ve stanici CBS pracoval znovu jako dabér pro studio Hanna-Barbera, kde především daboval postavy Barneyho Rubbla ze seriálu Flintstoneovi a pana Spacelyho ze seriálu The Jetsons. Blanc byl také pravidelnou součástí programu Jacka Bennyho, který se vysílal i v rozhlase. Daboval také původní postavu Datla Woodyho pro Universal Studios.
Poté, co získal přezdívku „Muž tisíce hlasů“, byl Blanc považován za jednoho z nejvlivnějších lidí filmového průmyslu.